# Ceriodaphnia
Ceriodaphnia é um género de Daphniidae; o género foi descrito em 1853 por James Dwight Dana. Possui distribuição cosmopolita.
Espécies:
- Ceriodaphnia dubia (Richard, 1894)
- Ceriodaphnia quadrangula (OF Müller, 1785)[1]
- Ceriodaphnia reticulata (Jurine, 1820)